# Đạo Viên
Đạo Viên (không rõ năm sinh năm mất và tên thật), là Quốc sư triều Trần và là thiền sư thuộc thế hệ thứ hai của thiền phái Trúc Lâm Yên Tử trong lịch sử Phật giáo Việt Nam .

## Một ít lai lịch
Thân thế và hành trạng của thiền sư Đạo Viên, sách vở biên chép rất ít, chỉ biết ông là đệ tử của thiền sư Hiện Quang (? - 1221; được coi là tổ khai sơn thiền phái Trúc Lâm Yên Tử đời Trần).
Đến khi thầy viên tịch, chính ông là người đã làm lễ táng thầy trên núi Yên Tử (nay thuộc Quảng Ninh) và là là người nối đạo của thầy .
Tuy nhiên, các sách là Thánh đăng lục, Yên Tử sơn Trúc Lâm Trần triều thiền tông bản hạnh và Đại Nam thiền uyển kế đăng lục (còn gọi là Thiền uyển kế đăng lục) đều nói đệ tử của thiền sư Hiện Quang có tên là Viên Chứng.
Sau khi tìm hiểu, các nhà nghiên cứu đã thống nhất với nhau rằng: Có nhiều khả năng Đạo Viên và Viên Chứng chỉ là một người .
Điều khác biệt nữa là sách Đại Việt sử ký toàn thư  đã gọi Đạo Viên (hay Viên Chứng) là "Phù Vân, bạn cũ của vua (Trần Thái Tông)". Nhưng theo GS. Nguyễn Lang, thì rất có thể sách đã chép sai vì Phù Vân là hiệu của thiền sư Tĩnh Lự (thuộc thế hệ thứ 10 của thiền phái Trúc Lâm Yên Tử, tức lúc ấy thiền sư Tĩnh Lự chưa ra đời), và tuổi của hai người khi ấy đã khá chênh lệch (khoảng 20 năm), thành thử họ không thể là "bạn cũ", mà là "thầy trò" mới đúng .
Sau lần gặp gỡ tại núi Yên Tử (1236 hoặc 1237) , hơn 10 năm sau (khoảng 1248), thiền sư Đạo Viên có xuống kinh đô Thăng Long, trú tại chùa Thắng Nghiêm (nay thuộc Thanh Oai, Hà Nội), theo lời mời của vua Trần Thái Tông để duyệt lại các bộ kinh và lục trước khi đem khắc gỗ và ấn hành. Nhân cơ hội này, nhà vua cũng trình cho thiền sư một tác phẩm vừa mới viết có tên là Thiền tông chỉ nam, được thiền sư khen ngợi và khuyên nên khắc bản để in luôn trong dịp ấy.
Kính trọng sự uyên bác và đạo hạnh của thiền sư Đạo Viên, vua Trần Thái Tông tôn ông làm Quốc sư, và gọi là Trúc Lâm Đại sa môn 
Quốc sư Trúc Lâm (tức Đạo Viên) mất năm nào không rõ.

## Tôn chỉ hành đạo
Hiện chưa tìm thấy tác phẩm hay bài kệ nào của thiền sư Đạo Viên, nên không biết tôn chỉ hành đạo của ông. Tuy nhiên qua lời đối đáp với vua Trần Thái Tông, thì có thể đoán biết được phần nào.
Theo Đại Việt sử ký toàn thư thì sau khi bị thái sư Trần Thủ Độ ép lấy vợ của anh ruột là Trần Liễu, vua Trần Thái Tông "trong lòng áy náy, ba đêm, ra khỏi kinh thành đến chỗ quốc sư Phù Vân trên núi Yên Tử rồi ở lại đó".

Thiền sư Đạo Viên mới hỏi nhà vua muốn tìm gì mà lên núi. Vua đáp rằng chỉ muốn cầu thành Phật, chứ không muốn tìm gì khác. Thiền sư nói: 
| “ | ...Trong núi vốn không có Phật, Phật ở trong tâm ta. Nếu tâm ta lắng lại và trí tuệ xuất hiện thì đó chính là Phật. Nếu bệ hạ giác ngộ được chân lý ấy thì tức khắc thành Phật ngay tại chỗ, không phải đi tìm cực nhọc ở bên ngoài . | ” |

Sau đó, Trần Thủ Độ dẫn các quan lên núi Yên Tử cố mời nhà vua trở lại kinh đô. Nghe thấy vậy, thiền sư lại khuyên vua:
| “ | ...Phàm đã làm vua, thì không còn có thể theo ý thích của riêng mình được nữa, phải lấy ý muốn của dân làm ý muốn của mình; phải lấy lòng dân làm lòng của mình. Nay dân đã muốn vua về, thì vua không về làm sao được?...Tuy nhiên sự nghiên cứu nội điển xin bệ hạ đừng phút nào quên . | ” |

## Tầm ảnh hưởng
Nói về tầm ảnh hưởng của thiền sư Đạo Viên trong Phật giáo Trúc Lâm Yên Tử đời Trần, GS. Nguyễn Lang viết:
Ảnh hưởng của ông không những lớn lao trên sự tu học của vua Trần Thái Tông mà trên nhiều mặt khác nữa. Ít ra ông ông cũng đã đóng góp về phương diện văn hóa trong việc san định và ấn hành kinh lục, và đã cống hiến cho đời thêm một vị đệ tử xuất sắc là Đại Đăng quốc sư, đây là người đã ảnh hưởng nhiều tới tư tưởng thiền phái Trúc Lâm sau này.

## Sách tham khảo chính
- Ngô Sĩ Liên, Đại Việt sử ký toàn thư (Tập 2, bản dịch). Nhà xuất bản Khoa học Xã hội, Hà Nội, 1985.
- Nguyễn Lang (tức Thiền sư Thích Nhất Hạnh), Việt Nam Phật giáo sử luận (Tập 1). Nhà xuất bản Văn học, Hà Nội, 1992.
- Thích Minh Tuệ, Lịch sử Phật giáo Việt Nam. Thành hội Phật giáo Thành phố Hồ Chí Minh xuất bản, 1993.
- Nguyễn Tài Thư, Lịch sử Phật giáo Việt Nam. Nhà xuất bản Khoa học Xã hội, 1991.